# Long Sơn, Thành phố Hồ Chí Minh
Long Sơn là một xã thuộc Thành phố Hồ Chí Minh, Việt Nam.

## Địa lý
Long Sơn là một xã đảo nằm ở phía bắc thành phố Vũng Tàu, có vị trí địa lý:
- Phía đông giáp Phường 12
- Phía đông nam giáp Phường 11 và phường Rạch Dừa qua sông Dinh
- Phía tây và phía nam giáp vịnh Gành Rái
- Phía bắc giáp thành phố Phú Mỹ.

Xã gồm một đảo chính nằm men theo triền của núi Nứa, đoạn cuối của dãy núi Phước Hòa đâm ra biển và đảo nhỏ là đảo Gò Găng. Xã được nối với phường 12 qua cầu Gò Găng và xã Tân Hải, thị xã Phú Mỹ qua cầu Bà Nanh.
Xã có diện tích 51,41 km², dân số năm 1999 là 11.851 người, mật độ dân số đạt 231 người/km²

## Hành chính
Xã Long Sơn được chia thành 10 thôn.

## Lịch sử
Dưới thời Pháp thuộc, địa bàn xã Long Sơn hiện nay thuộc làng Núi Nứa, tổng An Phú Tân, tỉnh Bà Rịa. Về sau, làng Núi Nứa được đổi tên thành làng Sơn Long.
Năm 1956, chính quyền Việt Nam Cộng hòa sáp nhập tỉnh Bà Rịa với thị xã Vũng Tàu thành tỉnh Phước Tuy. Ngày 3 tháng 1 năm 1957, các đơn vị hành chính của tỉnh Phước Tuy được sắp xếp lại, Sơn Long lúc này là một xã thuộc quận Vũng Tàu.
Ngày 1 tháng 2 năm 1960, xã Sơn Long được đổi tên thành xã Long Sơn theo Nghị định số 114-BNV/NCĐ/NĐ của Bộ Nội vụ. Đến năm 1969, xã Long Sơn được chuyển về quận Long Lễ.
Sau năm 1975, Long Sơn là một xã thuộc huyện Châu Thành, tỉnh Đồng Nai.
Ngày 30 tháng 5 năm 1979, đặc khu Vũng Tàu – Côn Đảo được thành lập, xã Long Sơn trực thuộc đặc khu.
Ngày 12 tháng 8 năm 1991, đặc khu Vũng Tàu - Côn Đảo giải thể, xã Long Sơn trực thuộc thành phố Vũng Tàu như hiện nay.

## Kinh tế
Hiện nay, Long Sơn được biết đến là nơi nổi tiếng với đặc sản hàu. Địa phương cũng đã phát triển mạnh nghề nuôi trồng thủy sản, trong đó chú trọng nghề nuôi hàu. Trên địa bàn xã còn có tổ hợp lọc hóa dầu và hóa chất.

## Văn hóa

### Di tích lịch sử
Nhà Lớn Long Sơn hay dân gian còn gọi là đền Ông Trần là một quần thể kiến trúc nghệ thuật theo lối cổ. Đây là nơi tập trung sinh hoạt văn hóa, tín ngưỡng của tín đồ theo đạo Ông Trần, một tín ngưỡng khá phổ biến ở nơi đây. Khu nhà Lớn là một tập hợp quần thể kiến trúc khép kín với nhiều công trình như: dãy nhà phố, chợ, lầu dài, nhà máy đèn...

### Phong tục tập quán
Ngày nay, tại Long Sơn còn bảo lưu nhiều phong tục tập quán xưa cũ, trong đó có tục tẩn táng khá kỳ lạ của tín đồ theo đạo Ông Trần. Trên đảo, người chết được liệm trong một quan tài chung và chỉ được để 24 tiếng đồng hồ rồi đem đi chôn cất. Quan tài được đem về ngay sau khi đưa thi hài xuống huyệt.

## Hình ảnh

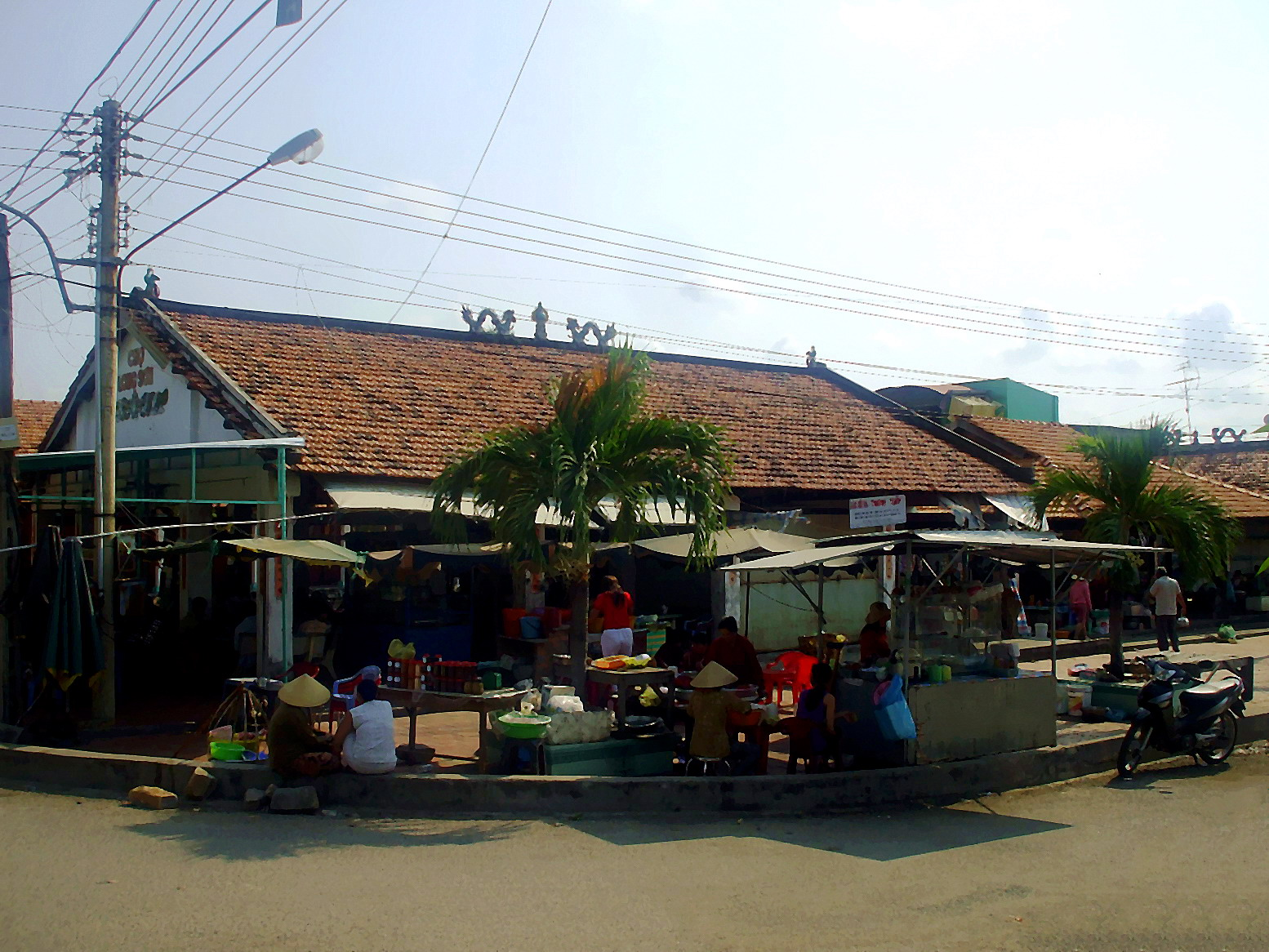
Chợ Long Sơn
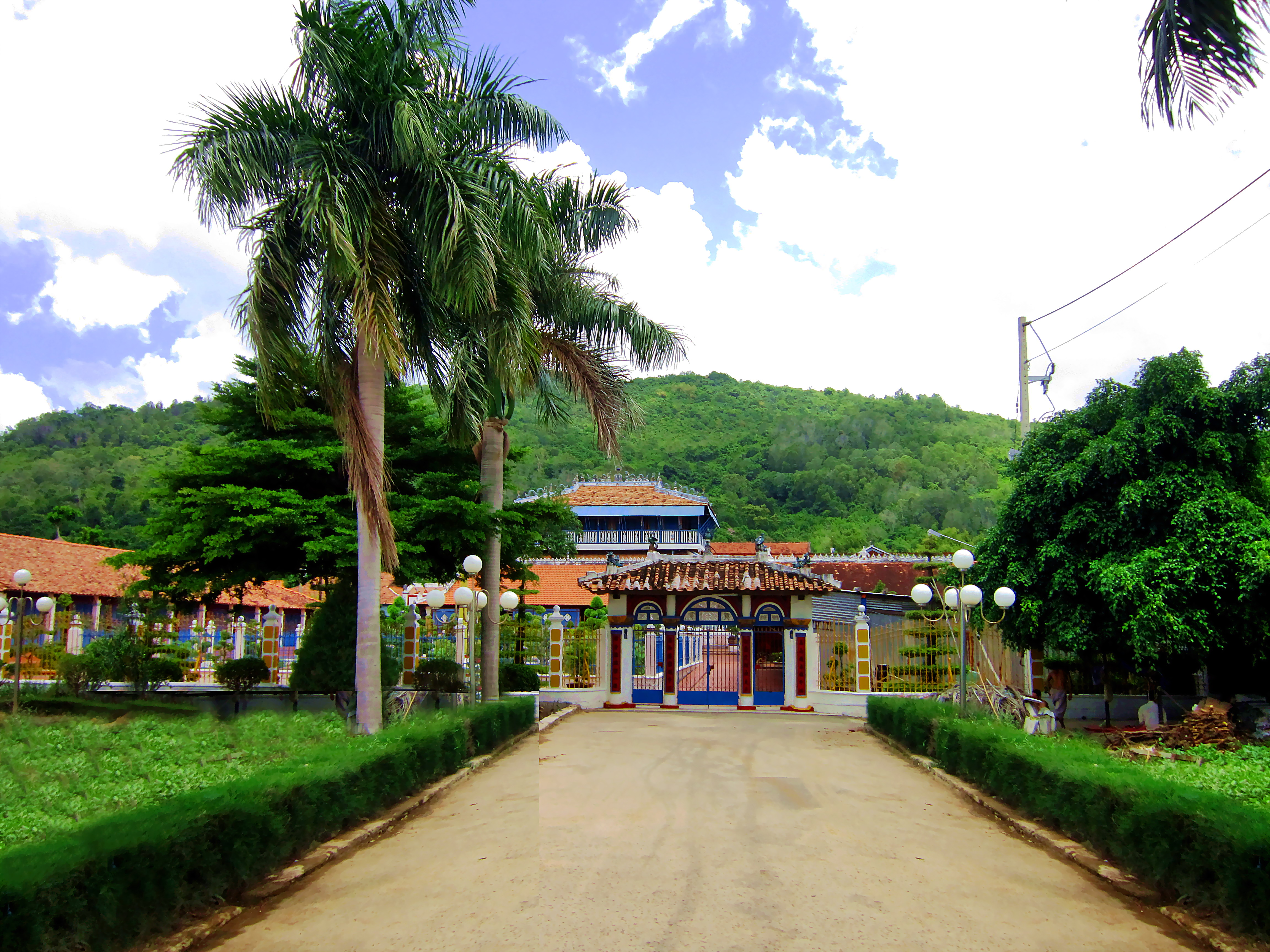
Đền Ông Trần (còn gọi là Nhà Lớn Long Sơn)
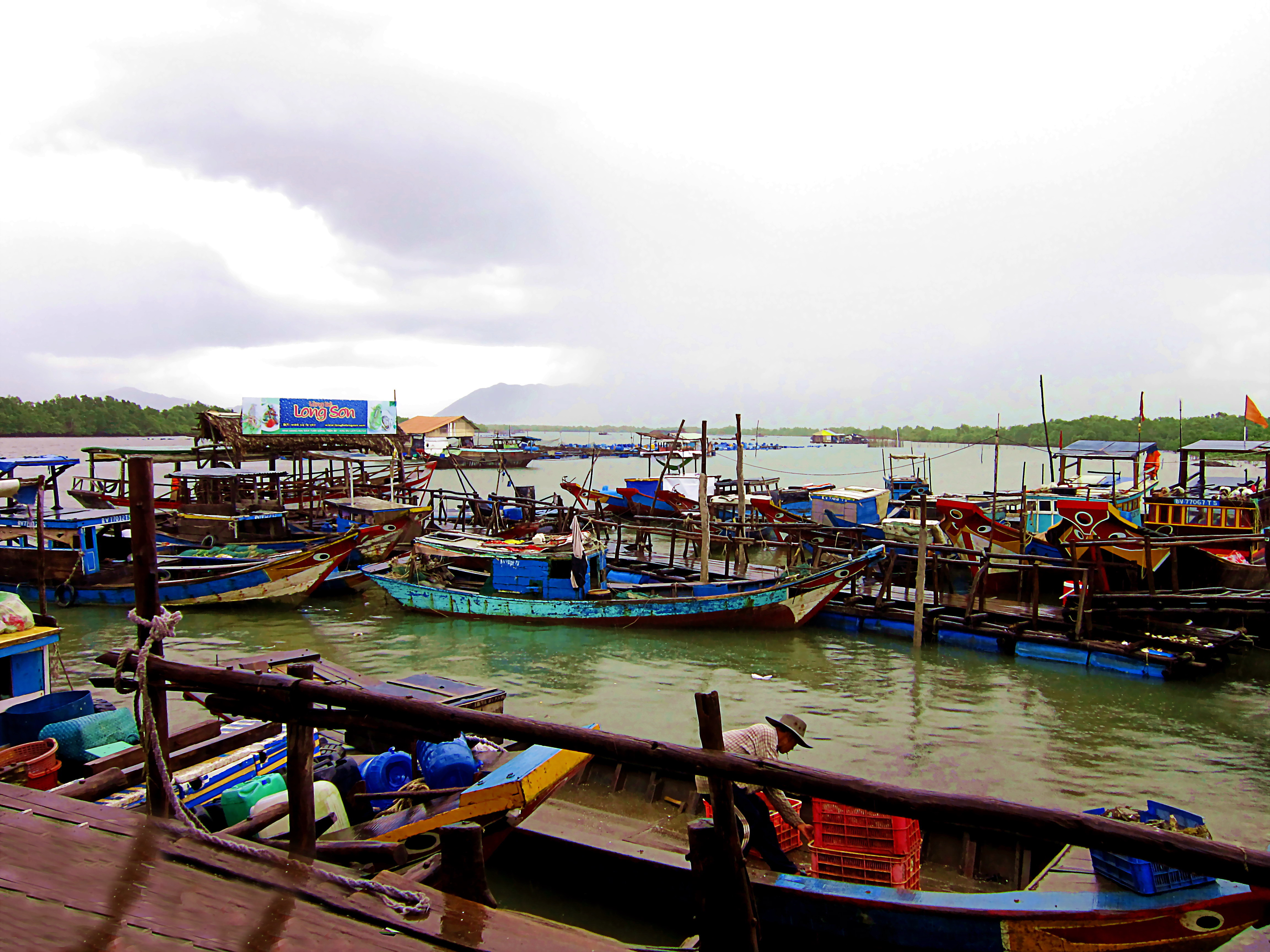
Bến Đá ở Long Sơn
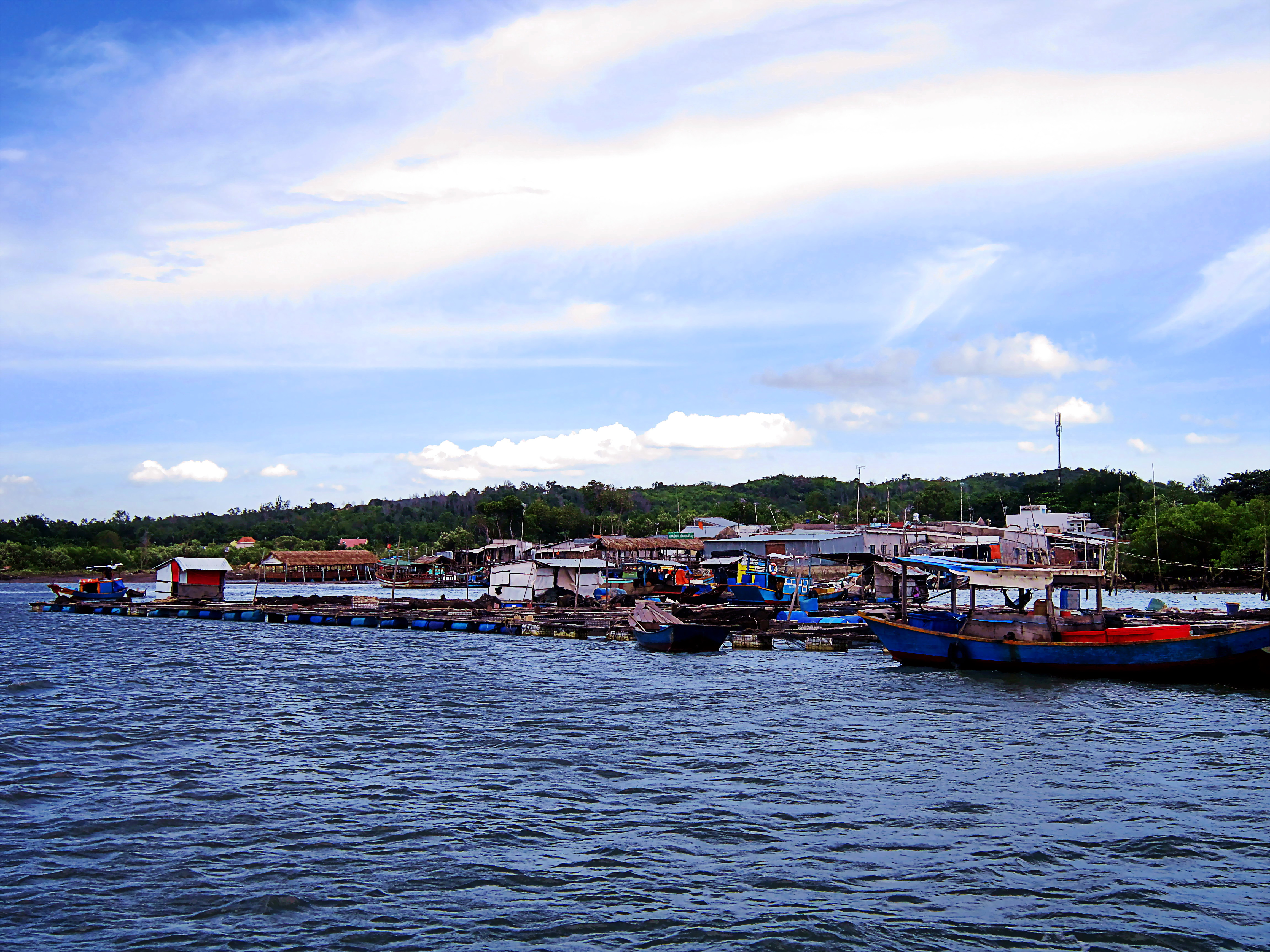
Một bè nuôi thủy sản ở Long Sơn
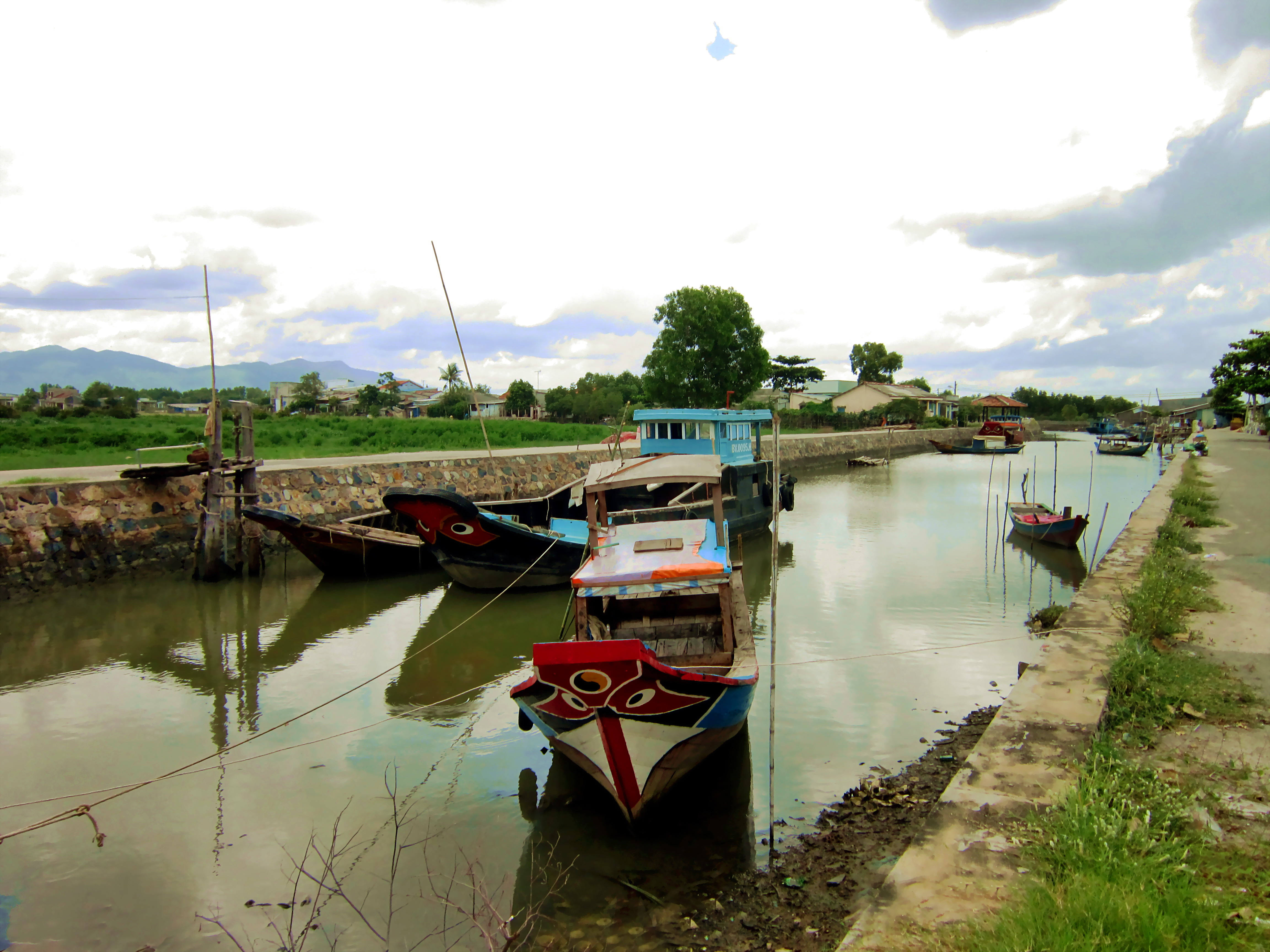
Một con kênh nhỏ ở Long Sơn